# Pāvels Armands
Pour les articles homonymes, voir Armand.
 (août 2025).
Si vous disposez d'ouvrages ou d'articles de référence ou si vous connaissez des sites web de qualité traitant du thème abordé ici, merci de compléter l'article en donnant les références utiles à sa vérifiabilité et en les liant à la section « Notes et références ».
Pāvels Armands parfois orthographié Pavel Armand, né le 23 avril 1902 à Pouchkino et mort le 16 août 1964 à Riga, est un réalisateur et scénariste soviétique dont la majeure partie de la carrière s'est déroulée à Riga Film Studio en Lettonie. 

## Biographie
Pāvels Armands naît le 23 avril 1902 à Pouchkino dans la famille de fabricant de textile Nikolaï Armand. Sa mère Renée était la sœur de la compagne de Lénine Inès Armand.
Pāvels Armands a participé à la guerre civile russe, il s'était engagé comme volontaire à l'âge de seize ans. En 1928, il suit une formation à l'école de cinéma de Boris Tchaïkovski à Moscou. Après avoir obtenu son diplôme, il commence à travailler comme assistant réalisateur, puis comme réalisateur au studio de cinéma Gosvoyenkino (Госвоенкино), où avec Mikhaïl Werner (1881-1941) il réalise le film Programme expérimental d'équipe (Сборная экспериментальная программа). Il travaille ensuite au studio de cinéma arménien Armenfilm (1931-1933), où il réalise le film de propagande Arut parlant de la dékoulakisation, puis au studio de cinéma de Leningrad Lenfilm (1935-1942), où il s'illustre comme auteur de chanson de film Nuages sur la ville (Тучи над городом встали) dans le film de Sergueï Ioutkevitch L'homme au fusil (1938), chantée pour la première fois par Mark Bernes. Il est l'auteur du thème musical du film Tanker Derbent d'Alexandre Feinzimmer du Studio d'Odessa (1941).
Après la fin de la guerre d'hiver, en avril 1940, Armands a commencé à tourner le film de guerre Politruk Kolyvanov (Политрук Колыванов) avec Boris Blinov dans le rôle principal, sur la vie quotidienne de l'armée, sur les relations entre le commissaire et les recrues. Il n'a pas pu achever le film, car le bureau de propagande et d'agitation du Comité central du PCUS considérait que son scénario était de mauvaise qualité.
Pendant la Seconde Guerre mondiale, il se retrouve dans le Siège de Léningrad, et sera évacué vers Alma-Ata.
Après la Seconde Guerre mondiale, en 1945, il rejoint le PCUS. Arrivé à Riga en 1946 pour le tournage du film d'Alexander Ivanov Retour avec la victoire, comme assistant réalisateur. Artiste émérite de la RSS de Lettonie en 1947. À partir de 1954, il travaille au Riga Film Studio, où il réalise le film Salna pavasarī (1955). Plus tard, des films de guerre dédiés aux tirailleurs lettons ont été tournés: Comme des cygnes défilent les nuages blancs et L'histoire d'un tirailleur letton.
Décédé le 16 août 1964, Pāvels Armands est enterré au cimetière boisé de Riga.
La fille du réalisateur, Renée Armand, est diplômée de la faculté de journalisme de l'Université d'État de Moscou et travaille comme rédactrice en chef sur la chaîne de télévision Rossiya K. Le fils du réalisateur Stanislav vit à Riga.

## Prix et hommages
- 1976 : Ordre de l'Insigne d'honneur

## Filmographie

### Réalisateur
- 1929 : Izlases eksperimentālā programma
- 1932 : Aruts (Trīsdesmit dienas, Trīs procenti)
- 1942 : Dūraiņi
- 1955 : Salna pavasarī
- 1956 : Kā gulbji balti padebeši iet'
- 1958 : Latviešu strēlnieka stāsts
- 1961 : La Douzaine du diable (en russe : Чёртова дюжина (фильм, 1961))

### Second réalisateur
- 1938 : L'Homme à la carabine de Sergueï Ioutkevitch
- 1947 : Retour victorieux d'Aleksandr Ivanov